# Discalma memor
Discalma memor är en fjärilsart som beskrevs av Paul Dognin 1906. Discalma memor ingår i släktet Discalma och familjen mätare. Inga underarter finns listade i Catalogue of Life.